# José Vilató Ruiz
Pour les articles homonymes, voir José Ruiz.
José Vilató Ruiz, né à Barcelone le 4 janvier 1916 et mort à Paris 12e le 8 mars 1969, est un peintre et graveur espagnol connu sous le nom de « J. Fín ».
Il est le frère de Javier Vilató, l'oncle de Xavier Vilató et le neveu de Pablo Picasso.

## Biographie
Fils du neuropsychiatre barcelonais Joan Vilató et de Lola Ruiz Picasso, il est le second d'une fratrie de sept enfants.
Il grandit dans une atmosphère artistique. Certains tableaux de son oncle ornent les murs de la maison familiale, comme Science et Charité, ou encore le célèbre Arlequin, en haut de son lit d'enfant, comme le raconte l'historienne Pilar Vélez dans sa biographie. 
Son pseudonyme de « Fin » provient de sa jeunesse : José, Josefín, Fín.
Adolescent, la peinture passe avant ses études, et il commence à réaliser ses premiers tableaux à l'âge de 14 ans. Il étudie un temps à l'école de La Llotja.

### Guerre d'Espagne
Lorsqu'éclate la guerre civile, en 1936, il intègre l'armée républicaine et part sur le front d'Aragon où il rencontre Manuel Viola.  
En 1939, lors de la Retirada, il rejoint son frère Javier, également mobilisé. Tous deux traversent les Pyrénées, et sont internés au camp de concentration d'Argelès-sur-Mer, d'où ils peuvent sortir grâce à l'intervention de leur oncle Picasso, qui les accueille à Paris. Le début de la Seconde Guerre mondiale les renvoie à Barcelone.

### Après-guerre: Paris
En 1945, Fín s'installe définitivement à Paris et emménage à La Ruche. Vidée de ses habitants artistes après la guerre, la maison n'est que l'ombre d'elle-même. Fín se tourne alors vers l'abstraction. Il peint dans des conditions très dures. L'atelier est froid et sale, et l'artiste y perd sa santé.
Dans les années 50, il déménage dans la rue Santeuil et intègre le groupe d'artistes espagnols de Paris : Óscar Domínguez, Baltasar Lobo, Antoni Clavé, Hernando Viñes… 
Il expose à Paris et à Barcelone, et revient certains étés en Catalogne, au Port de la Selva, où il peint une longue série de paysages maritimes.
En 1952, il rencontre sa compagne Colette Jacquemin.
En 1962, il s'installe à Montmartre, dans son dernier atelier. Il continue à peindre et à exposer malgré sa santé précaire. 
Il meurt le 8 mars 1969 à Paris.
Sa dépouille rejoint quelques jours après la sépulture familiale du cimetière du Poblenou, à Barcelone.
Son œuvre est aujourd'hui présente notamment au Musée Picasso (Barcelone), à la Bibliothèque Nationale de Catalogne, notamment pour ses gravures, au Musée d'Art Moderne de Paris et au Centre Pompidou. Elle entre au MACBA en 1996 et au Centre d'Art Reina Sofia en 1998.